# Snubba
Snubba est une localité du comté de Nordland, en Norvège.

## Géographie
Administrativement, Snubba fait partie de la kommune d'Evenes.